# إحياء علوم الدين
إِحْيَاءُ عُلُوْمِ الدِّيْنِ أحد مؤلفات أبي حامد الغزالي ومن أهم آثاره. كتبه بالعربية بين سنوات 489 - 495 هـ/ 1096 - 1102 م بعد أن ترك منبر النظامية في بغداد سنة 1095 م/ 488 هـ وعزم على الخروج منها إلى مكة حاجًا، واعتزل في خلوة عميقة وعكف على الدرس، وكتبه في تلك الفترة. اشتهر بجهوده المتميزة في الفكر الأشعري، والفقه الشافعي، والتوجهات الروحية الصوفية. وكتابه الإحياء يعد «موسوعة صوفية سنية».
ينقسم إلى أربعة أرباع، يضم كل منها عشرة كتب. يتناول الربع الأول العبادات والواجبات، مع التركيز على أركان الإسلام الخمسة. ويعالج الربع الثاني مجموعة كبيرة من المسائل الأخلاقية والاجتماعية مثل الزواج، وأخلاقيات العمل، وآداب المائدة وغير ذلك. أما الربع الثالث فهو يعالج موضوعات تتعلق بمناطق ضعف النفس البشرية، مثل الشهوة، والغضب والشُح. ويشمل الربع الأخير الفضائل المُنجِية من النار مثل الصبر، والندم والخوف من الله. فهو كتاب جامع في الأخلاق والسلوك والمواعظ الإسلامية مما جعله متميزًا على ما سواه. كتبه كموسوعة شاملة لكل ما يهم الفرد المسلم في أمور دينه من العقيدة والعبادة والمعاملة والأخلاق، ويشمل مصالح الفرد والجماعة وكتبه بطرقة عملية، يهدف إلى الارتقاء من التعليمية إلى مستوى السلوكية الذي يدفع إلى جمع بين العمل والعلم.
كتب الغزالي الإملاء على مشكل الإحياء ردًا على انتقادات معاصريه لكتابه الإحياء. وقد لاقى هذا الكتاب منذ تأليفه إعجاب العلماء، ولأهميته فقد اختصره البعض العلماء كمرتضى الزبيدي، كما خرَّجوا أحاديثه كالحافظ العراقي.

## خلفية

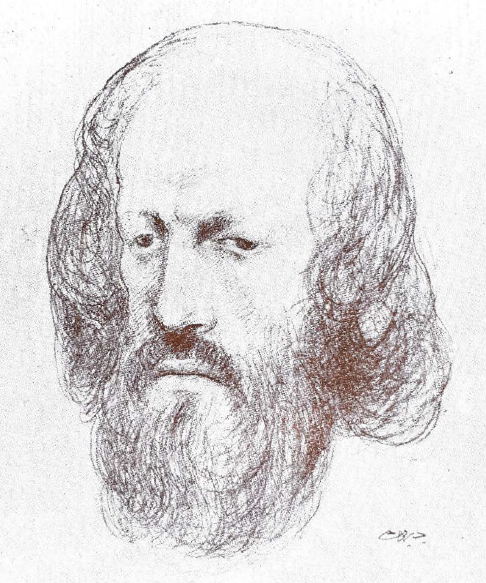
رسمٌ تخيُليّ لِلغزالي، رسمه جبران خليل جبران في 1917.

أبو حامد محمد الغزالي هو فيلسوف ومتكلم وفقيه ومتصوف مسلم شافعي، ومن أبرز مفكري العصر الذهبي للإسلام. لقّب بـحجة الإسلام. ولد في طوس بخُراسان سنة 1059 م / 450 هـ ومات فيها يوم 19 ديسمبر 1111/ 14 جمادى الآخرة 505. درس في نيسابوروأخذ عن المتكلم والفقيه إمام الحرمين الجويني. سرد الغزالي في كتابه المنقذ من الضلال تجاربه في تطبيق منهج النظر العقلي على علم الكلام، وعرض الحجج التي انتهى إلى الأخذ بها حول إمكانية برهان عقلي على الإيمان. ترك الغزالي منبر النظامية في بغداد سنة 1095 م/ 488 هـ وعزم على الخروج منها إلى مكة حاجًا، واعتزل في خلوة عميقة وعكف على الدرس، وفي تلك الفترة كتب إحياء علوم الدين. وبعد حوالي عشر من السنين خلوة تامة مطلقة، ارتضى بالعودة إلى التدريس في المدرسة النظامية بنيسابور، لكنه لم يطل المكوث بها، بل ذهب إلى مسقط رأسه، قريبًا من نيسابور، حتى توفي بها. إن شخصية الغزالي الفكرية تبرز بصفة خاصة من خلال محاولة التوفيق بين علم الكلام الوضعي، وبين حياة الشعور والعاطفة كما تتجلى في التصوف، وتجد محاولة التوفيق هذه، خير انعكاس لها في إحياء علوم الدين.
يعتبر الغزالي من أعلام الفكر الإسلامي، فقد بلغ في حياته وبعد وفاته مكانة مميزة، جعلت المستشرقين قبل العلماء المسلمين ينهلون من كتاباته، ويدرسون مصنفاته وتاريخها، التي اقتربت من الخمسمائة دراسة وتحليلًا. فقد حاول لويس ماسينيون في كتابه «مجموع نصوص غير منشورة خاصة بتاريخ التصوف في بلاد الإسلام» بترتيب مؤلفات الغزالي، وقسم تآليفه إلى فترات، واعتبر إحياء علوم الدين في الفترة الثالثة:
الفترة الأولى: من 478 هـ إلى 484 هـ وفيها الوجيز والمنخول.
الفترة الثانية: من 484 هـ إلى 488 هـ وفيها مقاصد الفلاسفة وتهافت الفلاسفة والمستضهري.
الفترة الثالثة: من 492 إلى 495 هـ وفيها إحياء علوم الدين والمستصفى من علم الأصول.
الفترة الرابعة: من 495 هـ إلى 505 هـ وفيها المنقذ والرسالة اللدنية ومعيار العلم.

### سبب تأليفه
وجد الغزالي انحرافًا كبيرًا في العلم والفقه الإسلامي في عصره، حتى ذكر في مقدمته «ولقد خيلوا إلى الخلق أن لا علم إلا فتوى حكومة تستعين به القضاة على فصل الخصام عند تهاوش الطغام أو جدل يتدرع به طالب المباهاة إلى الغلبة والإفحام أو سجع مزخرف يتوسل به الواعظ إلى استدراج العوام إذ لم يروا ما سوى هذه الثلاثة مصيدة للحرام وشبكة للحطام فأما علم طريق الآخرة وما درج عليه السلف الصالح مما سماه الله سبحانه في كتابه فقهاً وحكمة وعلماً وضياء ونوراً وهداية ورشداً فقد أصبح من بين الخلق مطوياً وصار نسياً منسياً..»  فرأى من واجبه أن يبين وجه الصواب في هذه القضية، وقد أوضح ذلك بقوله «رأيت الاشتغال بتحرير هذا الكتاب مهماً إحياءً لعلوم الدين وكشفاً عن مناهج الأئمة المتقدمين وإيضاحاً لمباهي العلوم النافعة عند التبيين والسلف الصالحين»  فاستخدم تعبير «إحياء علوم الدين» بما يحمله المفهوم من محاولة لوضع الأسس المنهجية والعلمية للمعرفة الإسلامية. والغاية المطلوبة التي يسعى إليها هي الحث على قرن العلم بالعمل، وتخليص العمل من الشوائب ليتحقق فيه الإخلاص الذي هو الغاية المطلوبة.

## هيئة
يعتبر الإحياء من أهم كتب الغزالي، فهو من أشهر مصنفاته، يحتوى على علوم كثيرة من الفقه والعقيدة والتصوف والحكمة. ورأى أن يحصر الفرق الطالبة للمعرفة، وانحصرت هذه الفرق عنده في أربع وهم: المتكلمون، والباطنية، والفلاسفة، والصوفية. فبدأ بدراسة علم الكلام والمجادلة، ثم درس الفلسفة اليونانية والإسلامية، وانصرف عنهما لأن العقل كما قال «ليس مستقلًا بالإحاطة بجميع المطالب ولا كاشفًا للغطاء عن جميع المعضلات.»

### مقدمته
بدأ كتابه بالشام بعد أن تزهد واعتزل، وقرأ وتفكر. وقد أسسته على أربعة أرباع، وقال في مقدمته «..لقد صنف الناس في بعض هذه المعاني كتبًا، ولكن يتميز هذا الكتاب عنها بخمسة أمور: 
الأول: حمل ما عقدوه وكشف ما أجملوه.
الثاني: ترتيب ما بددوه ونظم ما فرقوه
الثالث: إيجاز ما طولوه وضبط ما قرروه.
الرابع: حذف ما كرروه وإثبات ما حرروه.
الخامس: تحقيق أمور غامضة اعتاصت علي الأفهام، لم يتعرض لها في الكتب أصلا، إذ الكل وإن تواردوا علي منهج واحد فلا مستنكر أن يتفرد كل واحد من السالكين بالتنبيه لأمر يخصه ويغفل عنه رفقاؤه أو لا يغفل عن التنبيه ولكن يسهو عن إيراده في الكتب أو لا يسهو ولكن يصرفه عن كشف الغطاء عنه صارف. فهذه خواص هذا الكتاب، مع كونه حاويا لمجامع هذه العلوم.»
إن كتاب الإحياء يتميز بخمسة أمور، «حمل ما عقدوه وكشف ما أجملوه»، «ترتيب ما بددوه ونظم ما فرقوه»، «إيجاز ما طولوه وضبط ما قرروه»، «حذف ما كرروه وإثبات ما حرروه». بسبب ترتيب ما بددوه ونظم ما فرقوه، ونتيجة لهذه الميزة التي التزم بها المؤلف، أن جمعت بعض الموضوعات من جانب ولكنها فرقت ووزعت من جانب آخر.

### تقاسيمه
اتسع الغزالي في تنظيم الإحياء على طريقة فريدة لم يسبق إليها، فقد قسم كله إلى أربعة أرباع. الربع الأول: العبادات، الربع الثاني:العادات، الربع الثالث:المهلكات، الربع الرابع: المنجيات. ثم قسم كل ربع من هذه الأرباع إلى عشرة كتب، وكل كتاب مقسم إلى أبواب، تكبر وتصغر حسب الموضوع، والأبواب محتوية على فصول تطول وتقصر أيضًا.
وهذا تقاسيم أرباع كتاب الإحياء:
ثم يختم الكتاب بباب «في سعة رحمة الله تعالى».

### منهجه
نهج الغزالي في تصنيف الإحياء على طريقة واحدة، فسلك في عرض الموضوعات التي تناولها في كتاب الإحياء طريقة واحدة، تدل على منهجه الفكري الذي التزم به، وهو المنهج الذي التزمه أهل السنة والجماعة في مختلف العصور. فبعد أن قسمه إلى أربعة كتب، وقسم كل كتاب إلى عشرة أبواب، جعل كل باب محتويًا على مسائل. وبدأ كل كتاب بمقدمة تأتي دائمًا على نمط واحد هو «أن يحمد الله ويصلي ويسلم على رسول الله، ويذكر الله ذكرًا حسنًا، بأسلوب مشوق وطريقة جذابة. ويثنى عليه تعالى بما هو أهل له. ويشهد أن لا اله إلا الله وأن محمدًا رسول الله، فيما يشبه مقدمات خطب الجمعة، وهي تتميز بوضوح أثر الصنعة في أساليبها، ففيها كثير من السجع والمحسنات البديعة، ولا ريب أن هذه المقدمات كانت بكثرتها وتنوعها مددًا غزيرًا للوعاظ والخطباء في سائر العصور.»
أما في عرض مسائل، فإنه يأتي بالآيات القرآنية المتصلة بالموضوع متسلسلة حسب ترتيب المعاني الجزئية، وليس بترتيبها في المصحف، ويتبع الآيات بالأحاديث، بنفس المنهج. ويذكر بعد ذلك مأثورات بعض العلماء، وقصص التابعين، وحكايات الأولياء والصلحاء، مستعينًا ببعض الأمثال والحكم العربية، متمثلًا بأبيات من شعره أو من الشعر العربي، وهي غالبًا غير منسوبة لقائليها. وفي أثناء ذلك يكون قد قرر اتجاهه في معالجة المسألة في ضوء مجموع النصوص والآثار التي أوردها، فهو يدل على رأيه باختياره لهذه الآثار النقلية، كما يدل عليه بتصريحه بهذا الرأي في نهاية المطاف. كما تمثل الغزالي في بعض كتابه الإحياء بأبيات لشعراء من العصر الجاهلي والإسلامي والأموي والعباسي. وهناك أيضًا مواضع من كتبه الأربعين في الأحياء لم يتمثل فيها بشعر، لا من قوله ولا من قول شعراء آخرين. إلا أن تمثله بأشعار الشافعي ورواياته كثير، ويغلب على الظن أن ذلك كان لأنه شافعي المذهب. احتوى كتاب الإحياء على كثير من الشِّعر الَّذي استشهد به في موضوعات الكتاب، وقد جمع هذا الشعر صالح الشاعر في كتاب «المختارات الشعرية لأبي حامد الغزالي من كتاب إحياء علوم الدين». وقد عبر الغزالي عن قيمة هذا الشعر في قوله «القلوب وإن كانت محترقةً في حبِّ الله فإنَّ البيت الغريب يهيج منها ما لا تهيج تلاوة القرآن، وذلك لوزن الشِّعر ومشاكلته للطِّباع، ولكونه مشاكلاً للطَّبع اقتدر البَشَر على نظم الشِّعر، وأمَّا القرآن فنظمه خارجٌ عن أساليب الكلام ومنهاجه، وهو لذلك معجزٌ لا يدخل في قوَّة البشر؛ لعدم مشاكلته لطبعه».

### محتوياته
عرض الغزالي الإسلام في كتابه على أنه وحدة غير قابلة للتجزئة. وكما أن الإنسان مكون من جسم وروح وعقل. وكذلك فإن الإسلام يتعامل مع الإنسان في جوانبه الثلاثة في تناسق. إن الغاية التي يهدف إليها الربعان الثالث والأخير من الإحياء، هي تزكية النفس، هذا الجانب الذي لم يحظ من المؤلفين قبل الغزالي إلا باليسير. وقد عرف الأحياء بالعرض السليم للموضوع، وتمتع بأسلوب أدبي سهل، وقد استطاع بواسطة الأمثلة أن يتغلب على الحواجز الفكرية. كما يتملك القدرة على الانتقال من المعنى النفسي إلى الصورة الحسية.

## أهميته
يعد إحياء علوم الدين أعظم كتب الغرالي وأكثرها شهرة، وله مكانة مميزة، وقد اهتم به العلماء وغير العلماء، وكثر المادحون له. ويعتبر مرجعًا في علوم الشريعة والأخلاق والتربية.
من وجهة نظر صالح الشامي، للإحياء بعض خصائص وميزات، فالكتاب إضافة لمهمته الأصلية، دراسة وافية لواقع المسلمين الاجتماعي من جوانبه المتعددة وإنه بيان لواقع الاجتماعي لتلك الفترة، القرن الخامس الهجري. وفيه بيان لمنهج للتربية واضح المعالم كما يتحدت عن أسلوب تربية الطفل المسلم ومسؤولية والديه عن ذلك. شغلت المنصف قضية الجهل المتفشي في زمنه، ويرى أنه من الأولويات تقديم تعليم على الاشتغال بالتفريعات والمجادلات. «وتنبه المصنف إلى سبب مهم من أسباب تخلف المسلمين، وهو عدم وضوح ترتيب الواجبات في أذهانهم وفق سلَّم يقدم الأهم على المهم والفرض على الواجب والواجب على المندوب إليه. وقد ترتب على ذلك شرّ كبير.» 
انتقد أحمد المسلماني في يوليو 2019 الوضع العلمي الإسلامي مع إشارة إلى عنوان الكتاب الإحياء حيث استخدم تعبير «إحياء قشور الدين» وقام بتشبيه مستمدًا من العنوان.

## آراء فيه
ذكر أبو الفرج بن الجوزي من أهل القرن السادس الهجري في كتابه المنتظم في تاريخ الملوك والأمم معلقًا على الإحياء «..وذكر في كتابه الإحياء من الأحاديث الموضوعة ما لا يصح غير قليل، وسبب ذلك قلة معرفته بالنقل، فليته عرض تلك الأحاديث على من يعرف، وإنما نقل نَقل حاطب ليل. » وقد جمع ابن الجوزي أغلاط الكتاب في مؤلف سماه «إعلام الأحياء بأغاليط الإحياء». كذلك ذكر بعض انتقاداته في كتابه المسمى «تلبيس إبليس». وأرجع ابن الجوزي سبب ذلك إلى أن الغزالي صحب الصوفية واطلع على كتاب أبي طالب الملكي، وكلام المتصوفة القدماء.
ذكر ابن كثير في كتابه البداية والنهاية وقال: «وصنف في هذه المدة كتابه الإحياء وهو كتاب عجيب يشتمل على علوم كثيرة من الشرعيات، وممزوج بأشياء لطيفة من التصوف، وأعمال القلوب، ولكن فيه أحاديث غرائب ومنكرات وموضوعات.» أما شمس الدين الذهبي، ذكره في سير أعلام النبلاء «وقد رأيت كتاب الكشف والأنباء عن كتاب الأحياء للمازري قال: إن فطه فتاوى ما لا حقيقة له، وفيه كثير من الآثار عن النبي صل الله عليه وسلم لفق فيه الثابت بغير الثابت، وكذا ما أورد عن السلف لا يمكن ثبوته كله.» 
أهم ما انتقد به الكتاب اجمالًا: ذكر الأحاديث الضعيفة بل والموضوعة، ذكر الصوفية وسيرهم، ذكر الفلاسفة وآراءهم. وقد شارح الزبيدي وتاج الدين السبكي وغيرهم كثيرًا من هذه الانتقادات، وناقشوا في كتبهم وشروحهم للإحياء. وعلى الرغم من هذه الانتقادات، للغزالي وكتابه الإحياء مكانة مميزة في الثقافة والفكر الإسلامي وترك تأثيرًا. أكثر انتقادات يدور حول الأحاديث التي أوردها الغزالي، والمرجح أن ذلك يرجع إلى اعتماده على الحافظة، فهم لم يسأل ويدقق في أسانيدها ومصادرها، ومدى صحتها. أما جوهر كتاب الإحياء وغالب الآراء فيه فتؤكد أنه في الذروة من الجودة، وعمق الفهم، وسلامة المنهج. وقد مدح الإحياء كل من يحيى بن شرف النووي وفخر الدين الرازي وعبد الله العيدروس وغيرهم.

## نسخه وترجماته
قد تناوله الخطاطون نسخًا ونقلًا منذ تأليفه إلى عصر الطباعة، ما يقرب من مائة وعشرين مخطوطًا للإحياء في مكتبات العالم من من دار الكتب المصرية والأزهر، وباريس، واسطنبول، وماورتشهاوس، وأدنبرة، والجزائر، ومشهد، وطهران وغيرها.
ومن المخطوطات التي اعتُمدت في طبعة دار المنهاج في نسخة من الربع الثاني (ربع العادات) كتبت سنة 543 هـ وهي من مقتنيات مكتبة تشستربيتي في دبلن.
وقد طبع طبعات كثيرة عنه. ولأهمية الكتاب، نقلت أجزاء منه إلى لغات عالمية، فقد ترجم إلى الألمانية وكذلك الفارسية والإسبانية والأردية والتركية وغيرها.

## شروح وتلخيصات

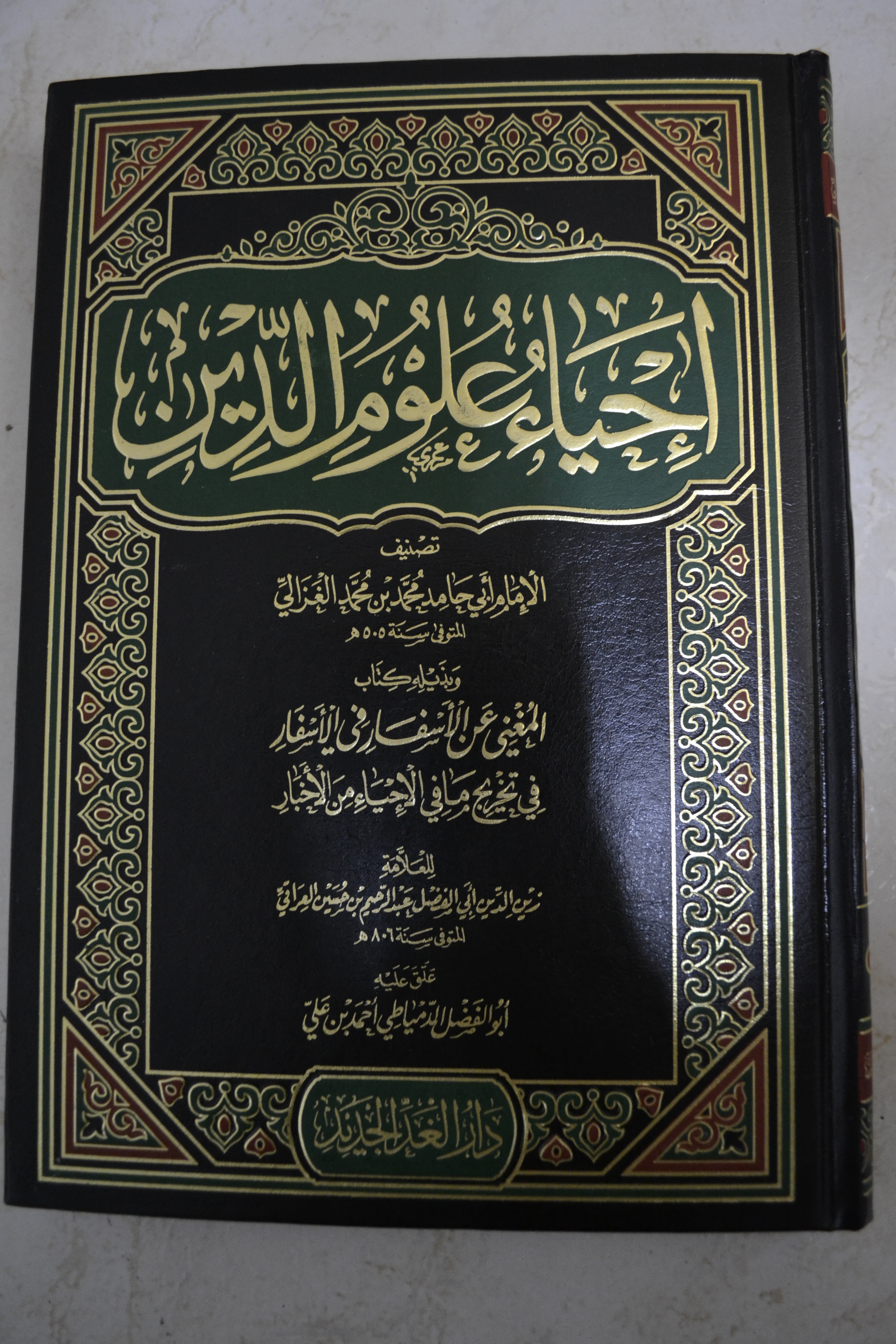
من منشورات حديثة لإحياء علوم الدين.

قام مرتضى الزبيدي بشرح إحياء في عشرة مجلّدات وسمّاه «اتحاف السادة المتّقين بشرح أسرار إحياء علوم الدين» أو «اتحاف السادة المتقين بشرح إحياء علوم الدين». وقد ذكر أقوالًا لكثيرين في فضل الكتاب، كما ذكر من نقده ثم ردّ عليه. ثم قام عبد القادر العيدروس بدراسة وافية عن الإحياء وسمّاها «تعريف الأحياء بفضل الإحياء.» وممن أهتمّوا بدارسة الإحياء وقاموا بالدفاع عنه، جلال الدين السيوطي، فقد نسخ مؤلفًا بعنوان «تشييد الأركان في ليس في الإمكان أبدع مما كان».
وللإحياء علوم الدين ستة وعشرون تلخيصًا ظهرت بالعربية، وبعضهم مازال مخطوطة. وأول هذه الملخصات ما ظهر بعنوان «لباب إحياء علوم الدين» وقد قام باختصاره أخوه الغزالي، أحمد بن محمد. وفي أواخر القرن السادس الهجري لخص ابن الجوزي الإحياء في مؤلف سماه «منهاج القاصدين». في القرن التاسع الهجري صنف الحافظ العراقي كتابًا أطلق عليه «المغنى عن حمل الأسفار في الأسفار في تخريج ما في الإحياء من أخبار»، وهو عبارة عن تخريج الأحاديث النبوية التي وردت في الإحياء. فذكر طرف الحديث وصحابيه ومخرجه وبيان صحته أو حسنه، وبيان ما ليس له أصل في كتب الأصول. وله أيضًا «إخبار الأحياء بأخبار الإِحياء» وهو تخريجه الكبير لإِحياء للغزالي، و«الكشف المبين عن تخريج إحياء علوم الدين» وهو وسط بين كتابه إخبار الأحياء والمغني عن حمل الأسفار. كذلك في نفس القرن اختصر أبو عبد الله البلالي كتاب الإحياء إلى نصف عشر حجمه باسم «مختصر علوم الدين» وهناك مختصر للبلالي أيضًا باسم «مختصر الإحياء». وفي القرن الثالث عشر الهجري، كتب جمال الدين القاسمي «موعظة المؤمنين من إحياء علوم الدين» واختصر فيه الإحياء للغزالي. وعبد القادر الجيلاني تأثر به حتى أنه ألف كتابه «الغُنية لطالبي طريق الحق» على نمط الكتاب «إحياء علوم الدين».
من كتب مرتبطة الأخرى بالإحياء:
- باب الإحياء
- بغية الطالبين من إحياء علوم الدين: مختصر عن إحياء علوم الدين
- موعظة المؤمنين من إحياء علوم الدين
- المهذب من إحياء علوم الدين
- نور اليقين في تخريج أحاديث إحياء علوم الدين
- «القول المتين في اختيار مسائل من كتاب إحياء علوم الدين»، منظومة شعرية لإحياء علوم الدين في أربعة آلاف بيت، لإبراهيم بن محمد اللبابيدي.[29]

### فهرس المراجع
1. ↑  "كتاب «إحياء علوم الدين»: انتفاضة صوفية ضد فقهاء السلطان". مؤرشف من الأصل في 2021-02-04. اطلع عليه بتاريخ 2021-01-31..
2. ↑  "كتاب إحياء علوم الدين - المكتبة الشاملة الحديثة". مؤرشف من الأصل في 2021-02-06. اطلع عليه بتاريخ 2021-01-31..
3. 1 2 3  جورج طرابيشي (1987)، ص 398.
4. ↑  إصلاح عبد السلام الرفاعي (1988)، ص 25.
5. 1 2  أبو حامد الغزالي (د.ت.)، إحياء علوم الدين، بيروت: دار المعرفة للطباعة والنشر، ج. 1، ص. 2، QID:Q121009858 – عبر المكتبة الشاملة {{استشهاد}}: تحقق من التاريخ في: |publication-date= (مساعدة)
6. 1 2  صالح الشامي (1993)، ص 148.
7. ↑  إصلاح عبد السلام الرفاعي (1988)، ص 37.
8. 1 2 3  صالح الشامي (1993)، ص.12
9. ↑  إصلاح عبد السلام الرفاعي (1988)، ص.45
10. 1 2  إصلاح عبد السلام الرفاعي (1988)، ص.69
11. 1 2  إصلاح عبد السلام الرفاعي (1988)، ص.73
12. ↑  إصلاح عبد السلام الرفاعي (1988)، ص.79
13. ↑  أبو حامد الغزالي (د.ت.)، إحياء علوم الدين، بيروت: دار المعرفة للطباعة والنشر، ج. 2، ص. 301، QID:Q121009858 – عبر المكتبة الشاملة {{استشهاد}}: تحقق من التاريخ في: |publication-date= (مساعدة)
14. ↑  صالح الشامي (1993)، ص.150
15. ↑  صالح الشامي (1993)، ص.153
16. ↑  صالح الشامي (1993)، ص.10
17. ↑  "إحياء قشور الدين". مؤرشف من الأصل في 2021-02-12. اطلع عليه بتاريخ 2021-01-31.
18. 1 2  إصلاح عبد السلام الرفاعي (1988)، ص.70
19. ↑  إصلاح عبد السلام الرفاعي (1988)، ص.71
20. ↑  إصلاح عبد السلام الرفاعي (1988)، ص.72
21. ↑  الغزالي، محمد (2011). "مجلد مقدمة التحقيق". إحياء علوم الدين (ط. 1). جدة: دار المنهاج. ص. 63–65. {{استشهاد بكتاب}}: تحقق من التاريخ في: |سنة= (مساعدة)
22. ↑  إصلاح عبد السلام الرفاعي (1988)، ص.40
23. ↑  إصلاح عبد السلام الرفاعي (1988)، ص.41
24. ↑  إصلاح عبد السلام الرفاعي (1988)، ص.42
25. ↑  ص3 - كتاب موعظة المؤمنين من إحياء علوم الدين - مقدمة المحقق - المكتبة الشاملة الحديثة نسخة محفوظة 2021-02-22 على موقع واي باك مشين.
26. ↑  هكذا ظهر جيل صلاح الدين وهكذا عادت القدس، تأليف: ماجد الكيلاني، ص184.
27. ↑  الشيخ عبد القادر الجيلاني وآراؤه الاعتقادية والصوفية للشيخ سعيد بن مسفر القحطاني، مكتبة المدينة المنورة، الطبعة الأولى 1418هـ/1997م، ص76 .
28. ↑  كتاب الشيخ عبدالقادرالكيلاني رؤية تاريخية معاصرة، د/جمال الدين فالح الكيلاني، ص24
29. ↑  https://tarajm.com/people/80805 نسخة محفوظة 2021-09-20 على موقع واي باك مشين.

### معلومات المراجع
- جورج طرابيشي (1987). معجم الفلاسفة (ط. الأولى). بيروت، لبنان: دار الطليعة للطباعة والنشر.
- إصلاح عبد السلام الرفاعي، المحرر (1988). إحياء علوم الدين للإمام الغزالي (ط. الأولى). القاهرة، مصر: مركز الأهرام للترجمة والنشر.
- صالح أحمد الشامي، المحرر (1993). المهذب من إحياء علوم الدين (ط. الأولى). دمشق، سوريا: دار القلم. ج. الجزء الأول.
- صالح أحمد الشامي (1993). الإمام الغزالي، حجة الإسلام ومجدد المئة الخامسة (ط. الأولى). دمشق، سوريا: دار القلم.

## وصلات خارجية
- إحياء علوم الدين في المكتبة الشاملة الحديثة
- كتاب إحياء علوم الدين علي موقع المكتبة الرقمية العالمية
- كتاب إحياء علوم الدين علي موقع أرشيف الإنترنت